# Дербинка (Мозырский район)
Дербинка (бел. Дзе́рбінка) — деревня в Махновичском сельсовете Мозырского района Гомельской области Республики Беларусь.

## География

### Расположение
В 42 км на юго-запад от Мозыря, 175 км от Гомеля, 32 км от железнодорожной станции Ельск (на линии Калинковичи — Овруч).

### Гидрография
На востоке мелиоративные каналы.

## Транспортная сеть
Транспортные связи по просёлочной, затем автомобильной дороге Махновичи — Мозырь. Планировка состоит из прямолинейной широтной улицы, которая пересекается в центре короткой улицей, а на востоке к ней присоединяется переулок. Застройка двусторонняя, деревянная, усадебного типа.

## История
Обнаруженные археологами курганные могильники (43 и 23 насыпи, 1-1,5 км на запад от деревни) свидетельствуют о заселении этих мест с давних времён. По письменным источникам известна с XIX века как село в Мелешковичской волости Мозырского уезда Минской губернии. В 1930 году организован колхоз «Красный Поборник», работала кузница. Во время Великой Отечественной войны в июле 1943 года оккупанты полностью сожгли деревню и убили 22 жителя. 43 жителя погибли на фронте. Согласно переписи 1959 года в составе колхоза «Луч Октября» (центр — деревня Махновичи). Работал клуб.

## Население

### Численность
- 2004 год — 43 хозяйства, 85 жителей.

### Динамика
- 1908 год — 21 двор, 85 жителей.
- 1917 год — 157 жителей.
- 1940 год — 63 двора, 281 житель.
- 1959 год — 212 жителей (согласно переписи).
- 2004 год — 43 хозяйства, 85 жителей.

## Достопримечательность
- Курганный могильник-1 периода раннего средневековья, курганный могильник-2 периода раннего средневековья, XI–XIII вв., 0,55–0,75 км на северо-запад от деревни, урочище Цимбалы, 1,2–1,4 км на северо-запад от деревни, урочище Дубовино, вдоль лесной дороги, у лесу —  Историко-культурная ценность Республики Беларусь, шифр 313В000521.